# Fiumei Úti Sírkert

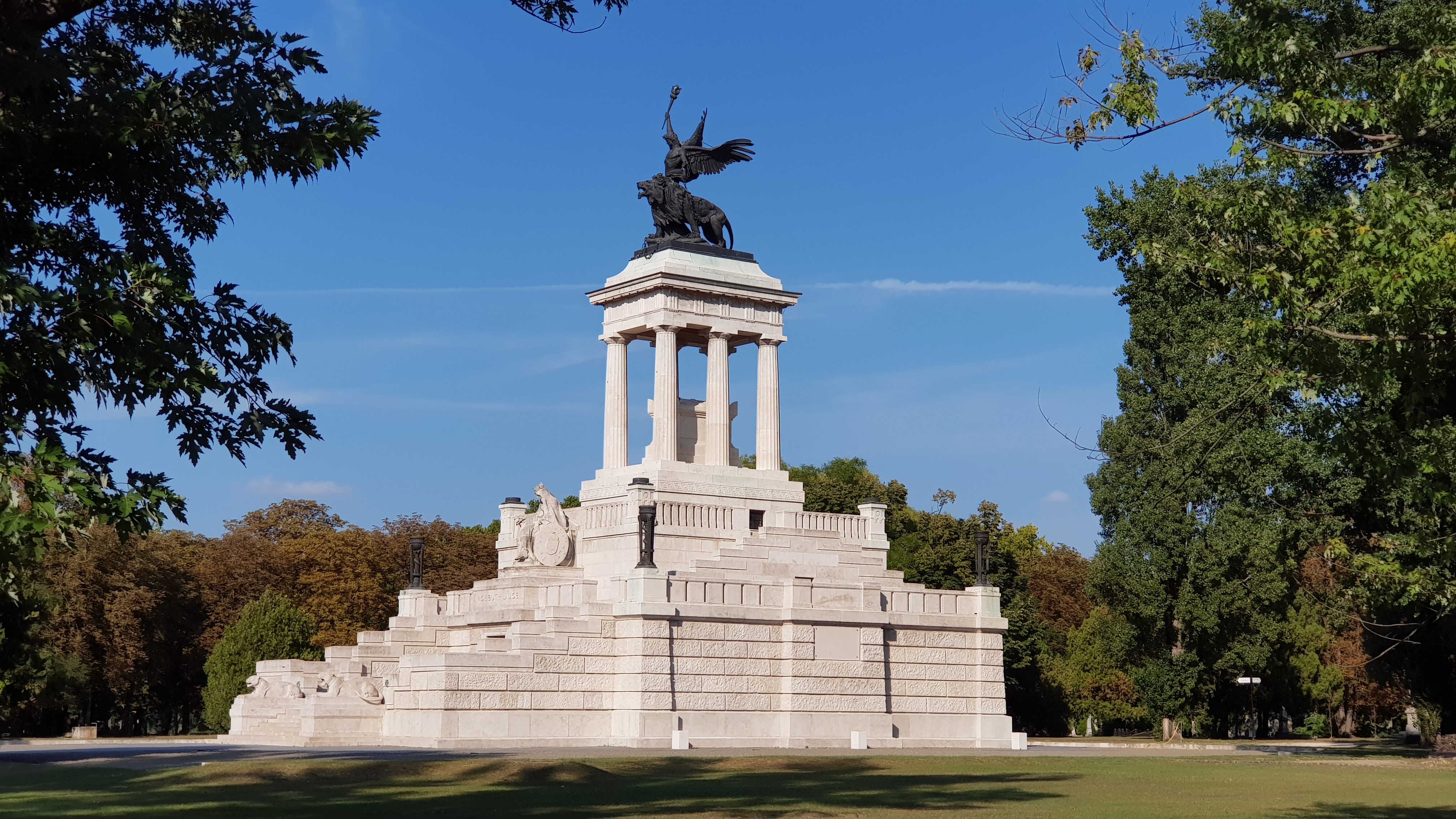
Mausoleum von Lajos Kossuth – das bedeutendste Grabmal des Friedhofs

Der Fiumei Úti Sírkert (deutsch Friedhof an der Fiumer Straße), umgangssprachlich und früher offiziell Kerepesi temető (deutsch Kerepescher Friedhof) genannt, ist neben dem Új köztemető einer der bedeutendsten Friedhöfe der ungarischen Hauptstadt Budapest. Der 1847 eröffnete Friedhof liegt im VIII. Stadtbezirk (Józsefváros) unweit des Keleti pályaudvar (Ostbahnhof). Die Haupteinfahrt befindet sich in der Fiumei út 16.

## Anlage

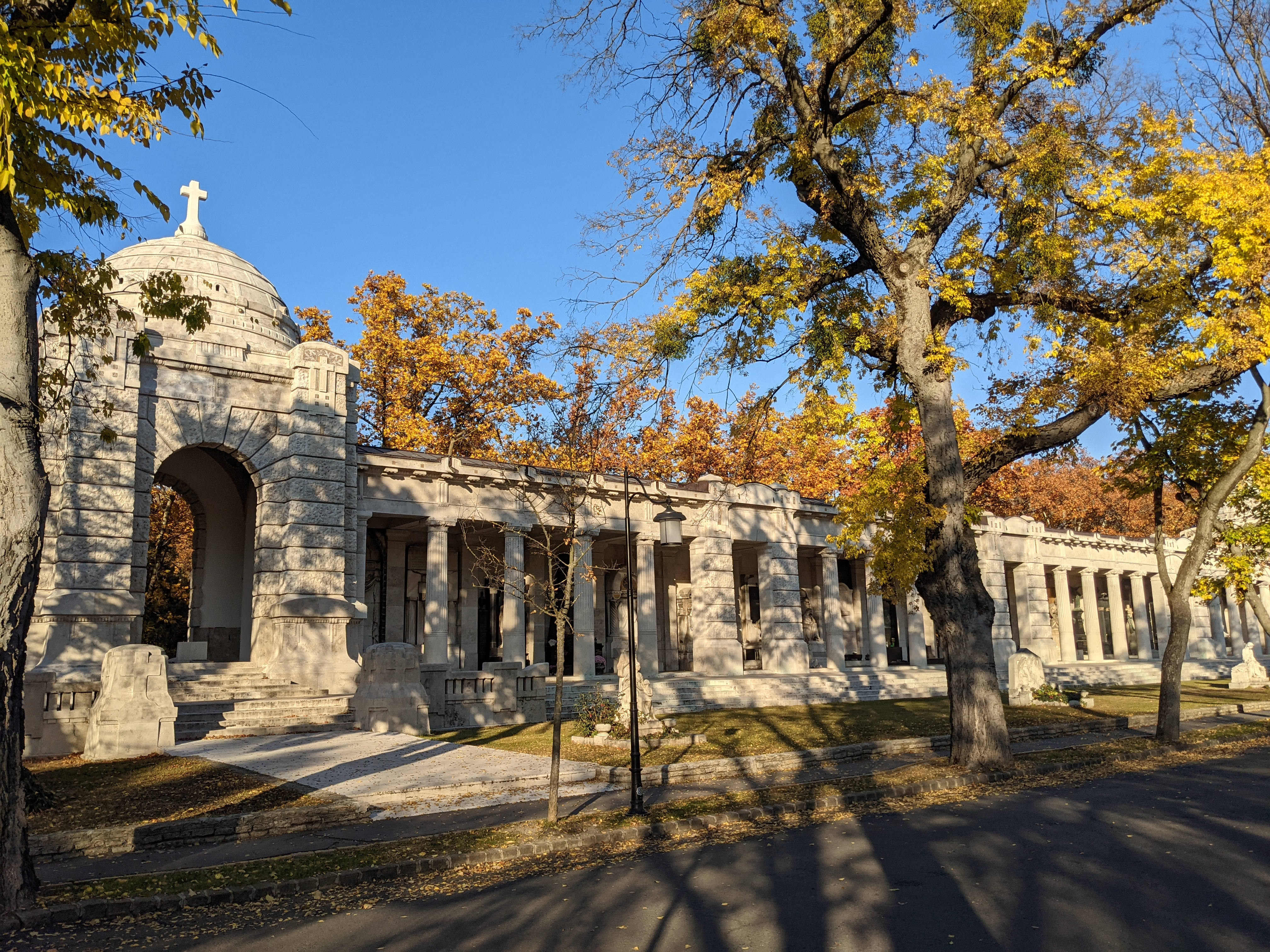
Die Arkaden

Auf dem Fiumei Úti Sírkert sind prominente ungarische Staatsmänner, Schriftsteller, Architekten, Schauspieler und Wissenschaftler bestattet worden, zum Teil auch in Mausoleen. Das erste bedeutende Begräbnis war das von Mihály Vörösmarty im Jahre 1855. Im Zweiten Weltkrieg kam es zu einigen Schäden. 1958 wurde vom Bildhauer Zoltán Olcsai-Kiss ein Denkmal für die Arbeiterbewegung errichtet. Sowjetische Gräber wurden im nordwestlichen Teil des Friedhofs angelegt. Zu diesen zählen sowohl Gräber von Rotarmisten, die bei der Befreiung Budapests 1945 starben, als auch von Soldaten, die 1956 beim Einmarsch der Roten Armee und Niederschlagung des Volksaufstandes von ungarischen Freiheitskämpfern getötet wurden. An letztgenannte Soldaten erinnert bis heute ein „den Sowjethelden im Kampf gegen die Konterrevolution“ gewidmeter Gedenkstein.
Man findet die Mausoleen von führenden ungarischen Staatsmännern:
- Lajos Batthyány, Premierminister 1848 / 1849
- Ferenc Deák, Justizminister 1848
- Lajos Kossuth, Reichsverweser 1849
- Mihály Károlyi, Präsident der Ungarischen Republik 1918 / 1919

Das Kossuth-Mausoleum ist das größte und pompöseste Bauwerk des gesamten Friedhofs, gefolgt vom zentralen Deák-Mausoleum. Neben dem Mausoleum des Großindustriellen Ábrahám Ganz (1868 errichtet) finden sich auf dem Gelände weitere, weniger prunkvolle Mausoleen. Zu diesen zählt etwa das Batthyány-Mausoleum.
Des Weiteren ist der Kerepescher Friedhof für seine Arkaden bekannt, die von 1908 bis 1911 erbaut wurden und in ihrem Stil an norditalienische Friedhöfe erinnern. Der Künstlersektor (Feld 34), in dem große ungarische Künstler bestattet wurden, wurde 1929 geschaffen.
Der Friedhof wirkt wie eine große, stille Parkanlage.

## Kegyeleti Múzeum
Auf dem Areal des Friedhofs befindet sich zudem Ungarns bedeutendstes Sepulkralmuseum, das Kegyeleti Múzeum. Das Museum ist in vier Bereiche eingeteilt; drei Räume füllen eine Dauerausstellung zur ungarischen Sepulkralkultur. Führungen für Gruppen können zwei Wochen im Voraus gebucht werden.

## Prominentengräber (Auswahl)

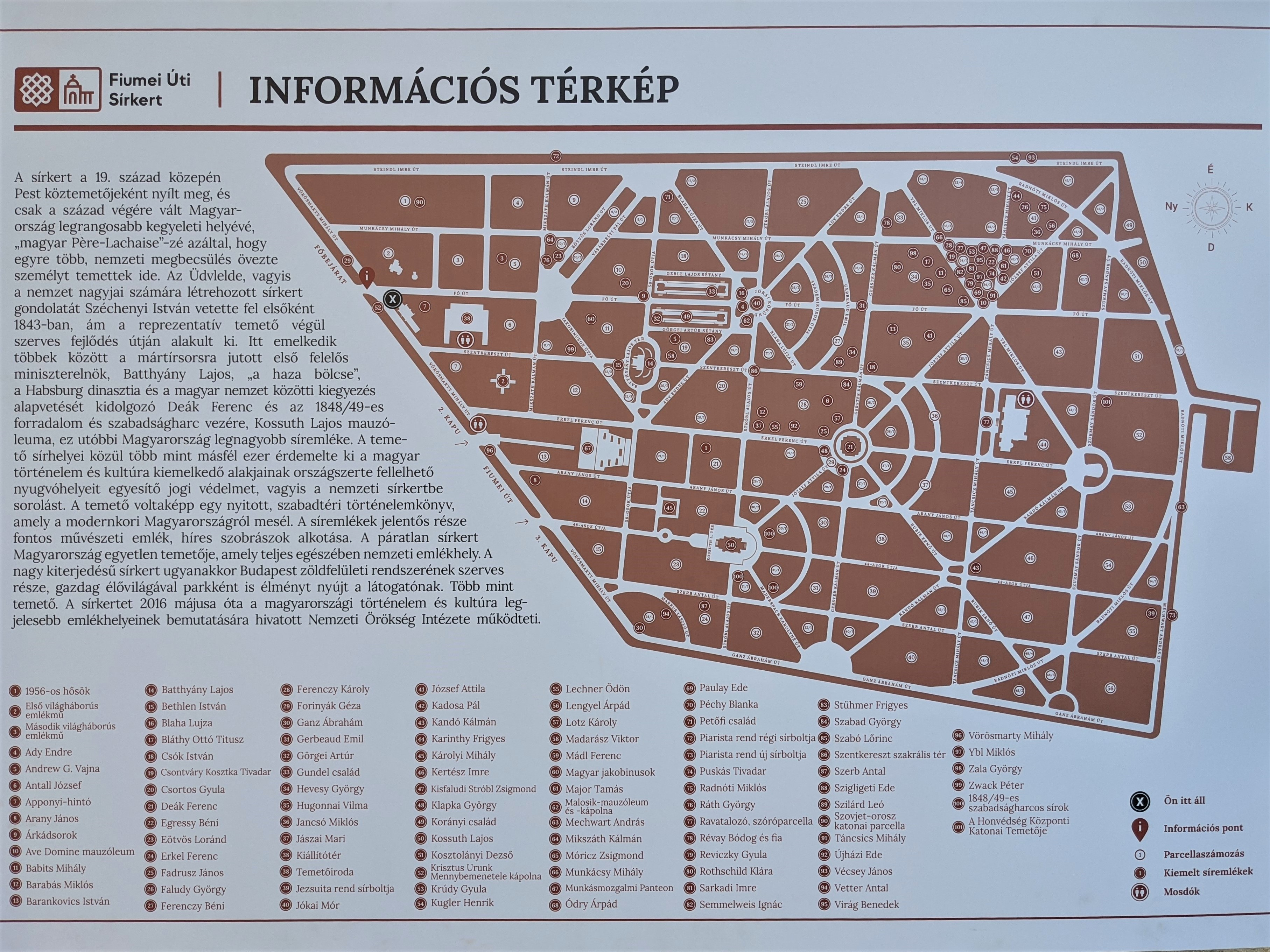
Plan des Fiumei Úti Sírkert mit Lage der Prominentengräber

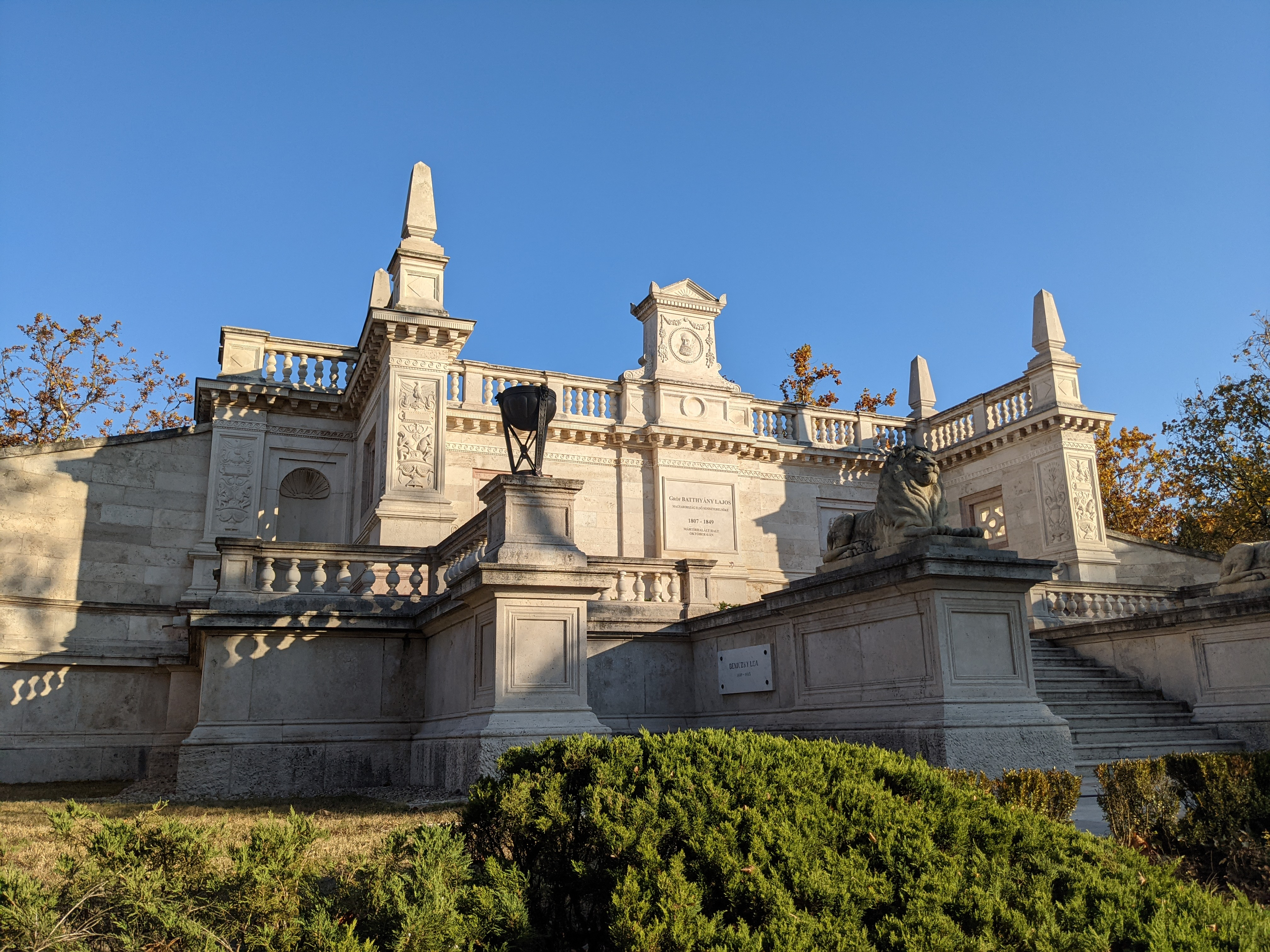
Batthyány-Mausoleum

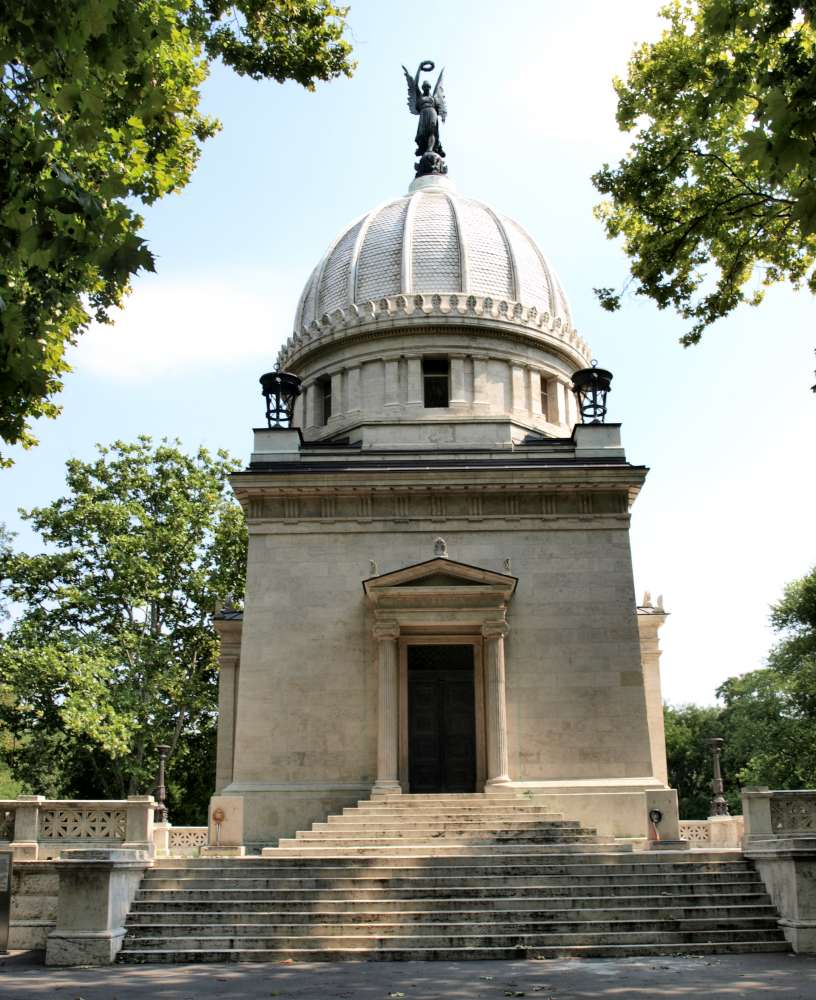
Deák-Mausoleum

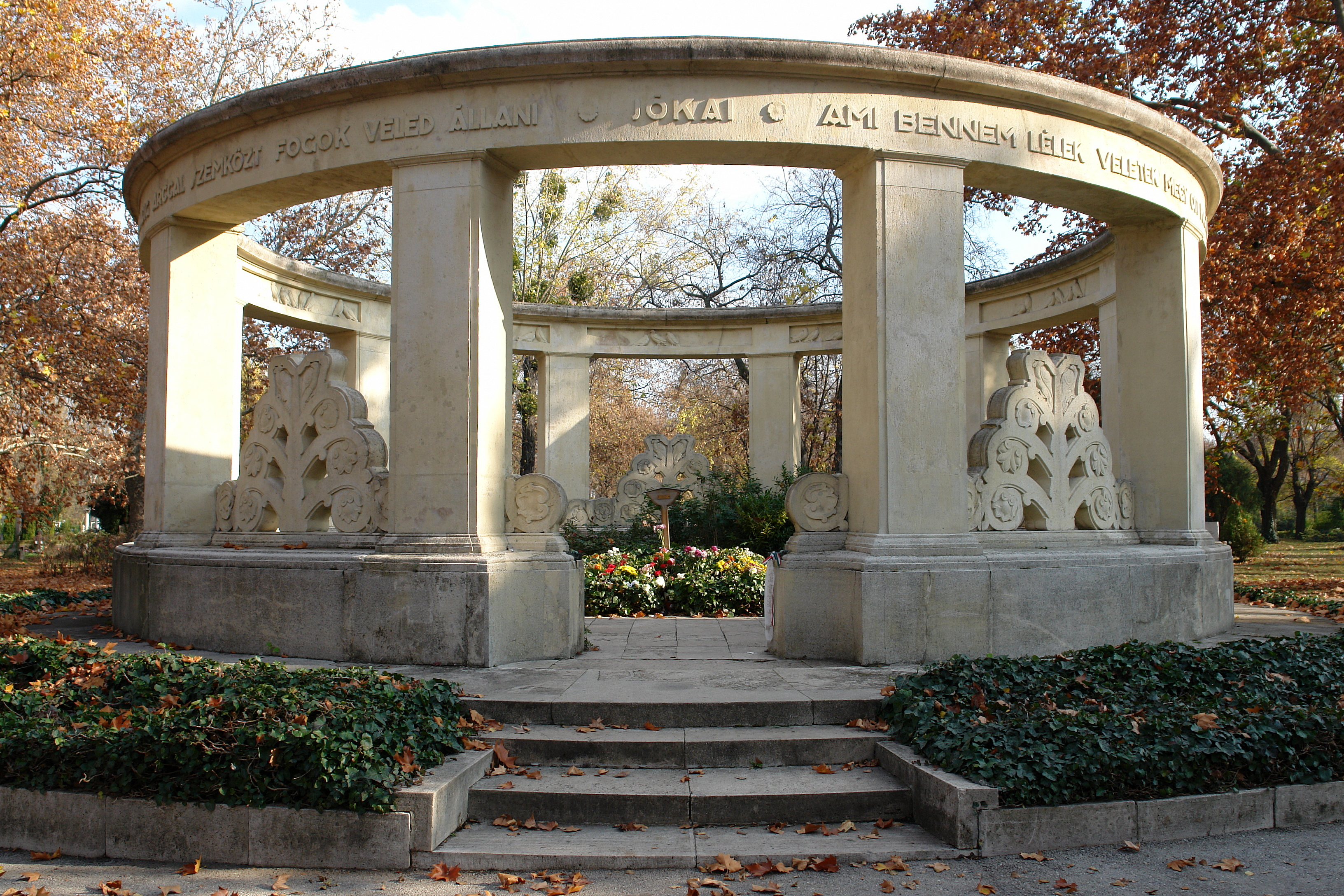
Grabmal Mór Jókai

Neben den bereits angeführten Prominenten wurden folgende Personen auf dem Fiumei Úti Sírkert bestattet.
- Jenő Ábel (Altphilologe)
- Endre Ady (Dichter)
- József Antall (Ministerpräsident)
- János Arany (Dichter)
- Mihály Babits (Dichter)
- Béla Balázs (Filmkritiker)
- Lujza Blaha (Theaterschauspielerin, Sängerin)
- Tivadar Csontváry Kosztka (Maler)
- Béni Egressy (Komponist, Librettist, Übersetzer und Schauspieler)
- István Énekes (Box-Olympiasieger)
- Loránd Eötvös (Physiker)
- Ferenc Erkel (Komponist)
- János Fadrusz (Bildhauer)
- Zsa Zsa Gabor (Schauspielerin)
- Emil Gerbeaud (Unternehmer, Café Gerbeaud)
- Artúr Görgei (General)
- George de Hevesy (Nobelpreisträger für Chemie 1943)
- Arthur Heyer (deutsch-ungarischer Maler)
- József Hild (Architekt)
- Gyula Horn (Politiker, Ministerpräsident Ungarns)
- Mór Jókai (Schriftsteller, Journalist)
- Attila József (Dichter)
- János Kádár (Erster Sekretär der Ungarischen Sozialistischen Arbeiterpartei), Leichnam 2007 gestohlen
- Pál Kadosa (Komponist, Pianist und Klavierlehrer)
- Maurus Kallina (Architekt)
- Karl Maria Kertbeny (österreichischer Journalist und Menschenrechtler)
- Imre Kertész (Schriftsteller, Nobelpreisträger für Literatur 2002)
- Dezső Kosztolányi (Schriftsteller)
- Michael Lang (Theologe und Prediger der Deutschen Evangelisch-Lutherischen Kirchengemeinde von Pest)
- Ödön Lechner (Architekt u. a. der Budapester Postsparkasse)
- György Lukács (Philosoph, Literaturwissenschaftler und -kritiker)
- Arthur Meinig (Architekt u. a. des Budapester Adria-Palasts)
- Zsigmond Móricz (Schriftsteller)
- Mihály von Munkácsy (Maler)
- Opfer des Volksaufstandes von 1956
- Gyula Ostenburg-Morawek, Offizier
- Miklós Radnóti (Lyriker)
- Ignaz Schnitzer (Librettist der Strauss-Operette Der Zigeunerbaron)
- Ignaz Semmelweis (Arzt, Retter der Mütter)
- Margit Slachta (Ordensgründerin, Politikerin und Gerechte unter den Völkern)
- Imre Steindl (Architekt des Parlamentsgebäudes in Budapest)
- Arthur Arz von Straußenburg (letzter Generalstabschef der Österreichisch-Ungarischen Armee)
- József Székács (Evangelischer Theologe, Publizist und ev. Bischof)
- Ede Tóth (Dramatiker)
- Andrew G. Vajna (Filmproduzent)
- Leó Weiner (Komponist)
- Miklós Ybl (Architekt u. a. der Ungarischen Staatsoper)
- Mihály Zichy (Maler)